# Trypanidius dimidiatus
Trypanidius dimidiatus là một loài bọ cánh cứng trong họ Cerambycidae.